# Manoir de Cluis-Dessus
Le manoir de Cluis-Dessus est un édifice situé à Cluis, en France.

## Localisation
Le manoir est situé sur le territoire de la commune de Cluis, dans le département de l'Indre, en région Centre-Val de Loire.

## Description
Le manoir date du XVe siècle. Il a fait l'objet d'une importante restauration au XVIIe siècle. Les façades ont été presque totalement reconstruites. À l'intérieur, des pièces ont conservé leurs décors (lambris et plafonds en bois peint, à décor d'arabesques ou rinceaux, dessus de portes ou de cheminées représentant des peintures de l'école de Poussin, tapisseries).

## Historique
Le manoir est inscrit au titre des monuments historiques par arrêté du 8 décembre 1928.
Il est occupé actuellement par la mairie de la commune.